# Aulaconiscus caecus
Aulaconiscus caecus är en kräftdjursart som beskrevs av Stefano Taiti och Howarth 1997. Aulaconiscus caecus ingår i släktet Aulaconiscus och familjen Scleropactidae. Inga underarter finns listade i Catalogue of Life.